# Leander Vyvey
Leander Vyvey (Bélgica, Gante, 21 de diciembre de 1989) es un actor Europeo y ex kitesurfista profesional.
Tuvo victorias nacionales y internacionales entre 2005 y 2009.  

## Primeros años y carrera
Vyvey nació el 21 de diciembre en Gante, Bélgica. Comenzó a practicar kitesurf en 2002 en Nieuwpoort, Bélgica, y su carrera despegó al participar en competencias y ascender rápidamente en los rankings. Desde joven, esta profesión lo ha llevado a viajar y competir por todo el mundo.  Vyvey fue cuatro veces campeón belga. En 2008 y 2009, fue subcampeón mundial en el Kiteboard Pro World Tour y ganó varias medallas en campeonatos mundiales, incluyendo el campeonato mundial en Italia en 2008.
Leander tuvo varios accidentes de kitesurf como un choque en Big Bay, Sudáfrica, en 2007, y una lesión en Maui, Hawái, en 2009, que puso fin a su participación en el World Tour. Leander gestionó su centro profesional en Villa Cisneros, Sáhara Occidental, y se involucró en diversos negocios relacionados con el kitesurf.
En 2013, después de un accidente que lo dejó inconsciente, Vyvey dio un sorprendente giro hacia la actuación. Se formó en Londres y posteriormente en The Second City en Chicago. Leander debutó como actor en el largometraje “Zona Hostil” en 2016 y desde entonces ha trabajado en varias series de televisión y películas.

## Vida personal e imagen pública
Leander habla varios idiomas con fluidez y es un apasionado de la conservación del océano. A pesar de su carrera pública, permanece en gran medida inactivo en los medios de comunicación, y se sabe poco sobre su vida personal. 

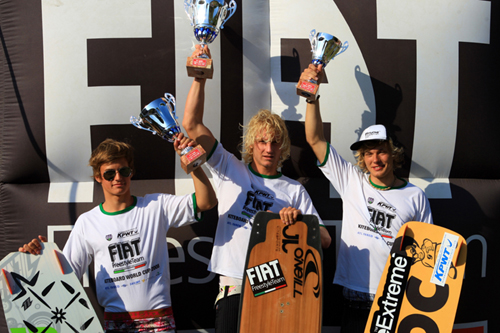
Leander gana el campeonato del mundo en Italia, 2008

## Filmografía
- Zona Hostíl (2017) - Soldado Norris [7]
- Queens (2017) - Baron van Montigny[8]
- Flack (2017) - Deon[9]
- Los Nuestro (2018)[10]
- Salir del Ropero (2019) - Stuart MacDonald[11]
- Cheating Charlie (2019) - Mielke[12]
- 45 RPM (2019) - Mike[13]
- Hanna (2020) - Vandervelde[14]
- Before We Die (2021)[15]
- The Postcard Killings - Detectivo Hunzicker[16]
- Professor T (2021) - Jonathan Fell[15]
- FBI: International (2021) - Kristian Hess[17]
- La Chica de los Cigarrillos (2021) [18]
- Mijn Slechtste Beste Vriendin (2021) - Guillaume Gerbauts[19]
- The Window (2022) - Tim[20]
- Then You Run (2022) - Lucas[21]
- The Last Front (2024) - Peer Schultz[22]

## Premios y nominaciones
Leander ha recibido varios premios y nominaciones por sus logros como kitesurfista, incluyendo ser cuatro veces campeón belga, subcampeón mundial en el Kiteboard Pro World Tour y deportista del año (Nieuwpoort). Ha ganado varias medallas en campeonatos mundiales y campeonatos del mundo. 